# Onda Madrid
Onda Madrid es una emisora de radio pública de la Comunidad de Madrid, España. La cadena se encuentra integrada en Radio Televisión Madrid, la quinta empresa de radiotelevisión autonómica creada desde la aparición de la radiodifusión regional.  
Afiliada a la FORTA desde su nacimiento, es una emisora de radio pública que pertenece en exclusiva al gobierno autonómico. Comenzó su emisión el 18 de febrero de 1985 a las seis y media de la mañana con una entrevista realizada por el director de la cadena, Jorge Martínez Reverte al entonces presidente de la Comunidad de Madrid, Joaquín Leguina. Oficialmente, la inauguración de la radio tuvo lugar el 1 de marzo de 1985 durante una fiesta que se celebró en el Palacio de Congresos y Exposiciones. Desde siempre, en su programación han predominado los programas informativos, orientados hacia la población de la región y espacios deportivos.

## Historia

### Inicios
La primera emisión tuvo lugar a las 6:30 del 18 de febrero de 1985. Los estudios se encontraba en la madrileña Calle García de Paredes, 65 (equina Calle Miguel Ángel) del barrio de Almagro (distrito Chamberí). En la actualidad, dicho edificio alberga la Delegación del Gobierno en la Comunidad de Madrid. 
Durante sus primeros años Onda Madrid dedicaba gran parte de su emisión a contenidos musicales con formato de "radio fórmula". Con Jorge Martínez Reverte y Ricardo Cid Cañaveral en la dirección y jefatura de programas, la cadena pública madrileña compaginaba contenidos informativos con espacios para la difusión de la cultura y el deporte en el ámbito de la Comunidad de Madrid. Con la crisis de la radio musical, a mediados de los 90, la cadena se convirtió en una emisora de carácter generalista, que dedicaba gran parte de su emisión a contenidos informativos, espacios de entretenimiento y sobre todo deportivos. Los grandes magazines "Madrid se mueve" y "Madrid, Madrid" copaban gran parte de la programación, cediendo la palabra a los ciudadanos de la comunidad. Denominado primero "Comunidad deportes" y luego "Madrid al tanto" el programa deportivo de la matinal de los domingos es un referente de la radio madrileña. 
El 6 de mayo de 1997, el traslado de sede, al actual edificio de la Ciudad de la Imagen de Pozuelo de Alarcón, supuso una nueva reestructuración que afectó a la cadena. El 8 de septiembre del 2000, la cadena sufriría un cambio de marca, pasando a denominarse Telemadrid Radio. Sin embargo, este nombre no llegó a calar bien entre los oyentes y el 14 de septiembre de 2004 el Consejo de Administración del Ente Público RTVM decidió recuperar el nombre Onda Madrid.
Desde el 12 de septiembre de 2019, la emisora desdobla su emisión en ciertas ocasiones, ofreciendo en el dial 106.0 eventos deportivos y la programación habitual de la emisora en el dial 101.3.

### Imagen corporativa
El actual logotipo de Onda Madrid fue estrenado el 17 de septiembre de 2017, dentro de una renovación completa de la imagen corporativa de Radio Televisión Madrid. Se trata de una estrella de cinco puntas rombos rodeada por formas geométricas variables. Aunque el rojo y el blanco de la bandera de la Comunidad de Madrid son los elementos centrales, el logotipo se adapta a diferentes posicionamientos y colores. De este modo, también puede ser utilizado en redes sociales y soportes interactivos. El nuevo diseño es obra de las agencias barcelonesas Mucho y Cómodo Screen.

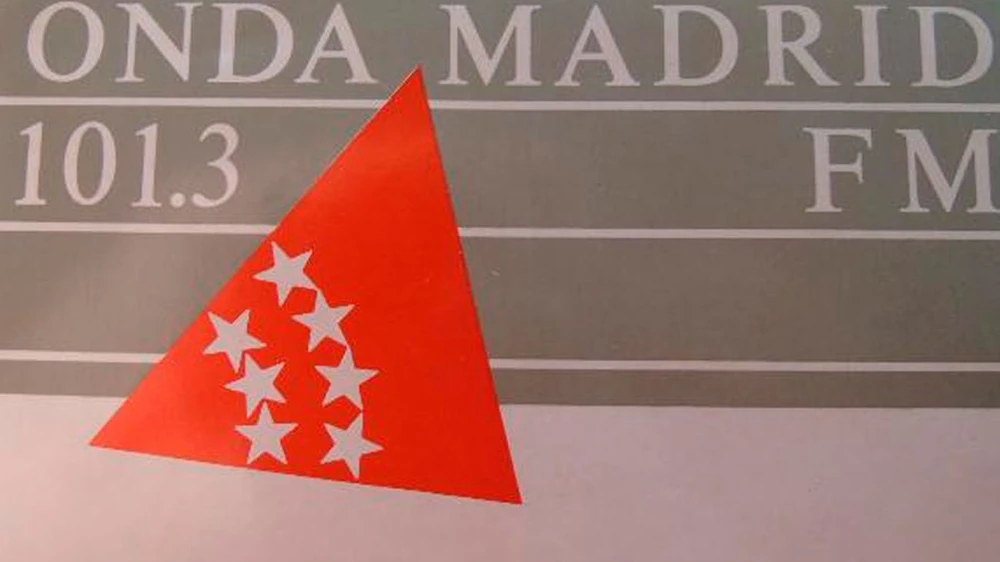
1985 - 1989
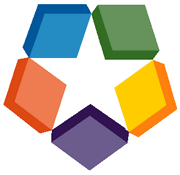
1989 - 2001
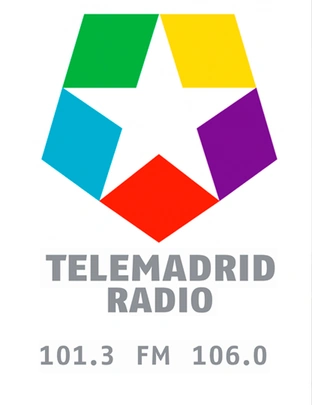
Telemadrid Radio (2000-2004)
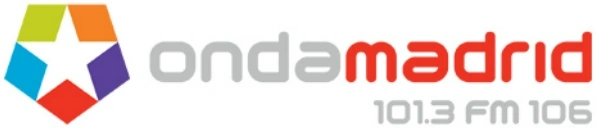
2004 - 2011
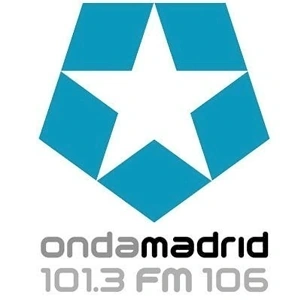
2011 - 2017
Logo usado desde 2017.
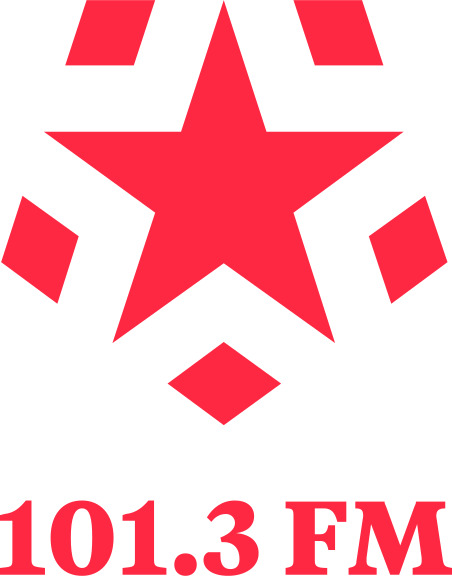
Emisora de radio de la Ciudad de Madrid. Logo usado desde 2017.
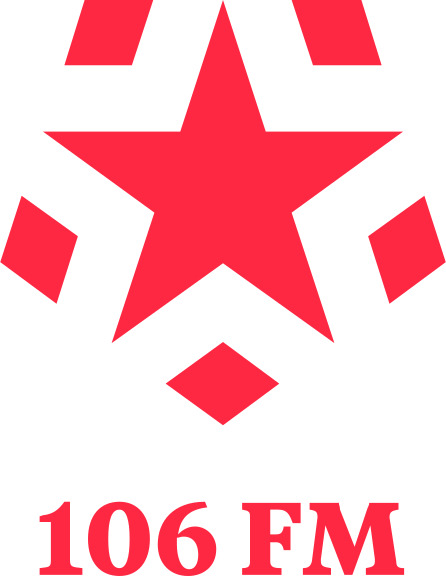
Emisora de radio para el resto de la Comunidad de Madrid. Logo usado desde 2017.

## Frecuencias
- TDT Comunidad de Madrid: Canal 38
- FM Comunidad de Madrid: Frecuencias 101.3 (en Madrid) y 106.0 (en la Comunidad)

## Directores
| Nombre                          | Inicio | Fin      |
| ------------------------------- | ------ | -------- |
| Jorge Martínez Reverte          | 1985   | 1988     |
| Gabriel Campos                  | 1988   | 1991     |
| Fernando Valentín González Ruiz | 1991   | 1993     |
| Luis Rodríguez Olivares         | 1993   | 1999     |
| Alfonso García Martínez         | 1999   | 2001     |
| María José Escalera Terán       | 2001   | 2004     |
| Miguel Pérez-Plá de Viu         | 2004   | 2009     |
| Miguel Platón Carnicero         | 2009   | 2011     |
| Alfonso Sánchez                 | 2011   | 2016     |
| Nieves Ortiz                    | 2016   | 2017     |
| Alipio Gutiérrez Sánchez        | 2017   | 2018     |
| Ángel Rubio Tirado              | 2018   | 2021     |
| Alfonso Nasarre Goicoechea      | 2021   | presente |